# Jivko Vangelov
Jivko Vangelov (în bulgară Живко Вангелов; n. 7 iulie 1960, Nova Zagora, Sliven, Bulgaria) este un luptător ce a reprezentat Bulgaria, medaliat olimpic. A participat la o ediție a Jocurilor Olimpice (1988) în care a câștigat o medalie de argint.

## Participări
Lista de mai jos prezintă principalele competiții la care a participat Jivko Vangelov de-a lungul carierei.
- wrestling at the 1988 Summer Olympics – men's Greco-Roman 62 kg[*]